# أوتاكي
أوتاكي (باليابانية: 大多喜町) هي بلدية في اليابان، وبلدة في اليابان، تقع في تشيبا، بلغ عدد سكانها 9,362 نسمة وذلك حسب إحصائيات سنة 2018، تبلغ مساحتها 129.87 كيلومتر مربع.